# Ligne 59 (Infrabel)
Pour les articles homonymes, voir Ligne 59.
La ligne 59 de Y Est Berchem à Gand-Dampoort, est une ligne ferroviaire belge du réseau Infrabel. Elle dessert les villes d'Anvers et Gand.

## Histoire
La concession provisoire pour un chemin de fer d'Anvers à Gand est attribuée à Gustave De Ridder par l'arrêté du 16 novembre 1842 et rendue définitive par l'arrêté du 16 juin 1843. De Ridder fait apport de cette concession lors de la création de la Compagnie du chemin de fer d'Anvers à Gand par Saint-Nicolas et Lokeren le 31 mars 1845.
En 1896, la compagnie de chemin de fer est nationalisée et l'année suivante, l’État belge met à l'écartement standard (1 435 mm) la ligne, construite avec un écartement de 1 151 mm,.